# Беднягин, Анатолий Иванович
Анато́лий Ива́нович Бедня́гин (1914, село Андреевское, Вологодская губерния — 1983, Киев) — советский военный деятель, политработник, член Военных советов — начальник Политуправления Одесского и Киевского военных округов, генерал-полковник. Депутат Верховного Совета УССР 6-8-го созывов. Кандидат в члены ЦК КПУ в 1966 — 1976 г.

## Биография
Родился в семье крестьянина. Окончил начальную школу, после чего семья переехала в город Анжеро-Судженск (ныне Кемеровская область). Окончил горнопромышленное училище, работал в механических мастерских треста «Кузбасстрой» подручным электрослесаря, затем слесарем. С 1931 года находился на комсомольской работе. Член ВКП(б) с 1931 года.
В Красной Армии с 1934 года, находился на военно-политической работе. 
Участник Великой Отечественной войны: комиссар дивизии на Ленинградском фронте.
Участник советско-японской войны 1945 года: заместитель начальника политического отдела 35-й армии 1-го Дальневосточного фронта.
После войны находился на военно-политической работе. Окончил Военно-политическую академию имени Ленина в 1947 году. Был членом Военного совета — начальником Политического отдела 18-й гвардейской армии Группы советских войск в Германии.
В 1956 году окончил Высшую военную академию им. К. Е. Ворошилова. В апреле 1962 — сентябре 1969 г. — член Военного совета — начальник Политического управления Одесского военного округа. В сентябре 1969 — феврале 1975 г. — член Военного совета — начальник Политического управления Киевского военного округа.
С 1975 г. — консультант Военной академии войск противовоздушной обороны СССР в Киеве.

## Воинские звания
- Генерал-майор (18.02.1958)
- Генерал-лейтенант (13.04.1964)
- Генерал-полковник (6.05.1972)

## Награды
- Орден Октябрьской Революции
- Два ордена Красного Знамени
- Орден Отечественной войны I степени (5.10.1945)
- Два ордена Красной Звезды
- Ряд медалей СССР
- Ордена и медали иностранных государств